# Чернуський Анатолій Олексійович
Анатолій Олексійович Чернуський (4 квітня 1947, Петриківка) — український художник, майстер петриківського розпису, заслужений майстер народної творчості України (1991), протягом 1986—1994 років — головний художник Фабрики петриківського розпису.

## Життєпис
Син відомої майстрині Марії Шишацької, петриківського розпису почав навчатися у неї. У 1963 році закінчив Петриківську дитячу художню школу ім. Т. Я. Пати, де його вчителями були видатні майстри петриківського розпису Федір Панко і Василь Соколенко. Цього ж 1963 року влаштувався на Фабрику петриківського розпису «Дружба», де пройшов шлях від рядового художника-виконавця, до головного художника підприємства.